# 華盛頓 (康乃狄克州)
華盛頓（英語：Washington）是一個位於美國康乃狄克州利奇菲爾德縣的城鎮。

## 地理
華盛頓的座標為41°39′12″N 73°19′06″W / 41.65333°N 73.31833°W，而該地的平均海拔高度為152米（即499英尺）。

## 人口
根據2010年美國人口普查的數據，華盛頓的面積為100.20平方千米，當中陸地面積為98.90平方千米，而水域面積為1.30平方千米。當地共有人口3578人，而人口密度為每平方千米35人。